# Робърт Кълп
Робърт Кълп (на английски: Robert Culp) е американски актьор, сценарист и режисьор.

## Биография
Роден е на 16 август 1930 г. в Оукланд, Калифорния. Участва в 135 филма и телевизионни сериали. Световна слава му носи ролята му в „Аз съм шпионин“ в дует с комика Бил Козби.

## Избрана филмография
| Година | Филм                    | Оригинално заглавие | Роля              | Режисьор        |
| ------ | ----------------------- | ------------------- | ----------------- | --------------- |
| 1971   | Хани Колдър             | Hannie Caulder      | Томас Лутер Прайс | Бърт Кенеди     |
| 1993   | Версия „Пеликан“        | The Pelican Brief   | Президентът       | Алън Дж. Пакула |
| 1994   | Завръщането на шпионина | I Spy Returns       | Кели Робинсън     | Джери Ландън    |
| 1996   | Наемникът               | The Contractor      | Макклийн          | Ави Нешер       |
| 1997   | Най-търсеният           | Most Wanted         | Донълд Бикхарт    | Дейвид Хоган    |